# Vršovice
Vršovice é um município de Ústí nad Labem, localizado na República Tcheca.